# Kiichirō Furukawa
Kiichirō Furukawa (jap. 古川 麒一郎, Furukawa Kiichirō; * 22. Juli 1929; † 29. Juni 2016), auch: Kiichiro Hurukawa und Kiitiro Hurukawa, war ein japanischer Astronom und Asteroidenentdecker, der vom Kiso-Observatorium aus arbeitete.
Er entdeckte zusammen mit Hiroki Kōsai zwischen 1976 und 1986 insgesamt 92 Asteroiden.
Nach ihm wurde auch der Asteroid (3425) Hurukawa benannt.